# Melchor de Santa Cruz
 (mars 2025).
La mise en forme du texte ne suit pas les recommandations de Wikipédia : il faut le « wikifier ».
Les points d'amélioration suivants sont les cas les plus fréquents. Le détail des points à revoir est peut-être précisé sur la page de discussion.
- Les titres sont pré-formatés par le logiciel. Ils ne sont ni en capitales, ni en gras.
- Le texte ne doit pas être écrit en capitales (les noms de famille non plus), ni en gras, ni en italique, ni en « petit »…
- Le gras n'est utilisé que pour surligner le titre de l'article dans l'introduction, une seule fois.
- L'italique est rarement utilisé : mots en langue étrangère, titres d'œuvres, noms de bateaux, etc.
- Les citations ne sont pas en italique mais en corps de texte normal. Elles sont entourées par des guillemets français : « et ».
- Les listes à puces sont à éviter, des paragraphes rédigés étant largement préférés. Les tableaux sont à réserver à la présentation de données structurées (résultats, etc.).
- Les appels de note de bas de page (petits chiffres en exposant, introduits par l'outil «  Source ») sont à placer entre la fin de phrase et le point final[comme ça].
- Les liens internes (vers d'autres articles de Wikipédia) sont à choisir avec parcimonie. Créez des liens vers des articles approfondissant le sujet. Les termes génériques sans rapport avec le sujet sont à éviter, ainsi que les répétitions de liens vers un même terme.
- Les liens externes sont à placer uniquement dans une section « Liens externes », à la fin de l'article. Ces liens sont à choisir avec parcimonie suivant les règles définies. Si un lien sert de source à l'article, son insertion dans le texte est à faire par les notes de bas de page.
- La présentation des références doit suivre les conventions bibliographiques. Il est recommandé d'utiliser les modèles {{Ouvrage}}, {{Chapitre}}, {{Article}}, {{Lien web}} et/ou {{Bibliographie}}. Le mode d'édition visuel peut mettre en forme automatiquement les références.
- Insérer une infobox (cadre d'informations à droite) n'est pas obligatoire pour parachever la mise en page.

Pour une aide détaillée, merci de consulter Aide:Wikification.
Si vous pensez que ces points ont été résolus, vous pouvez retirer ce bandeau et améliorer la mise en forme d'un autre article.
Pour les articles homonymes, voir Santa Cruz.
 (septembre 2024).
La mise en forme du texte ne suit pas les recommandations de Wikipédia : il faut le « wikifier ».
Les points d'amélioration suivants sont les cas les plus fréquents. Le détail des points à revoir est peut-être précisé sur la page de discussion.
- Les titres sont pré-formatés par le logiciel. Ils ne sont ni en capitales, ni en gras.
- Le texte ne doit pas être écrit en capitales (les noms de famille non plus), ni en gras, ni en italique, ni en « petit »…
- Le gras n'est utilisé que pour surligner le titre de l'article dans l'introduction, une seule fois.
- L'italique est rarement utilisé : mots en langue étrangère, titres d'œuvres, noms de bateaux, etc.
- Les citations ne sont pas en italique mais en corps de texte normal. Elles sont entourées par des guillemets français : « et ».
- Les listes à puces sont à éviter, des paragraphes rédigés étant largement préférés. Les tableaux sont à réserver à la présentation de données structurées (résultats, etc.).
- Les appels de note de bas de page (petits chiffres en exposant, introduits par l'outil «  Source ») sont à placer entre la fin de phrase et le point final[comme ça].
- Les liens internes (vers d'autres articles de Wikipédia) sont à choisir avec parcimonie. Créez des liens vers des articles approfondissant le sujet. Les termes génériques sans rapport avec le sujet sont à éviter, ainsi que les répétitions de liens vers un même terme.
- Les liens externes sont à placer uniquement dans une section « Liens externes », à la fin de l'article. Ces liens sont à choisir avec parcimonie suivant les règles définies. Si un lien sert de source à l'article, son insertion dans le texte est à faire par les notes de bas de page.
- La présentation des références doit suivre les conventions bibliographiques. Il est recommandé d'utiliser les modèles {{Ouvrage}}, {{Chapitre}}, {{Article}}, {{Lien web}} et/ou {{Bibliographie}}. Le mode d'édition visuel peut mettre en forme automatiquement les références.
- Insérer une infobox (cadre d'informations à droite) n'est pas obligatoire pour parachever la mise en page.

Pour une aide détaillée, merci de consulter Aide:Wikification.
Si vous pensez que ces points ont été résolus, vous pouvez retirer ce bandeau et améliorer la mise en forme d'un autre article.
Melchor de Sainte Cruz de Dueñas (Tolède, 1505-1585), écrivain et orfèvre espagnol.
Écrivain, orfèvre et marchand, est né à Tolède et ayant habité cette ville entre 1520 et 1576. Il est connu comme auteur d'une œuvre à succès, dédié à Juan de l'Autriche, la Floresta española de apotegmas y sentencias, sabia y graciosamente dichas, de algunos españoles (1574). Il s'agit d'un recueil contenant un millier de bons mots et d'apophtegmes plaisants, classés en onze chapitres thématiques. S'y mêlent, anecdotes, sentences, contes brefs ou données biographiques de nombreux personnages puisés d'une grande diversité de sources.
Le texte a été traduit en français par Jean Pissevin dès 1600, sous le titre : La floresta spagnola, ou le plaisant bocage, contenant plusieurs comptes, gosseries, brocards, cassades, & graves sentences de personnes de tous estats, […] Lyon, Jean Didier. Il a été abondamment utilisé en France au XVIIe siècle pour compiler des recueils narratifs facétieux comme Louis Garon ou Antoine d'Ouville.

## Œuvres
En espagnol
- Melchor de Santa Cruz de Dueñas, Floresta española de apotegmas, Salamanca, En casa de Pedro Lasso, 1592 (lire en ligne)
- Melchor de Santa Cruz de Dueñas, Floresta española, Buenos Aires, Espasa-Calpe Argentina, 1947 (lire en ligne)
- Melchor De Sainte Cruz, Floresta española, édition de Maximiliano Cases. Madrid, Cátedra,1996.
- Melchor De Sainte Cruz, Floresta española, édition de Maxime Chevalier et María du Pilar Cuartero, Barcelone, Crítica, Bibliothèque Classique, 2001.  (ISBN 978-84-7423-839-6).

En français
- Floresta española, de apoteghmas o sentencias: sabia y graciosamente dichas de algunos Españoles. La floresta spagnola, ou le plaisant bocage, contenant plusieurs comptes, gosseries, brocards, cassades, & graves sentences de personnes de tous estats, Bruxelles, Rutger Velpius, & Hubert Anthoine, 1614 (lire en ligne)